# Domptail
Domptail település Franciaországban, Vosges megyében. Lakosainak száma 338 fő (2022. január 1.). Domptail Ménarmont, Saint-Pierremont, Xaffévillers, Fontenoy-la-Joûte, Magnières és Moyen községekkel határos.

## Népesség
A település népességének változása:
| Lakosok száma | 351  | 356  | 360  | 357  | 347  | 346  | 344  | 342  | 338  |
|               | 2013 | 2015 | 2016 | 2017 | 2018 | 2019 | 2020 | 2021 | 2022 |